# حامل الجعد
حامل الجعد (الاسم العلمي: Rhacophorus)، جنس ضفادع من فصيلة ضفدع الشجيرة (حاملات الجعد). أعطانها في الهند واليابان ومدغشقر وأفريقيا وجنوب شرق آسيا. ويضم الجنس أكثر من أربعين نوعًا معترف بها حاليًا.